# Cmentarz żydowski w Gąbinie
Cmentarz żydowski w Gąbinie – cmentarz żydowski powstały w XIX wieku w Gąbinie. Mieści się przy ulicy Kilińskiego. Został zdewastowany podczas II wojny światowej, na przełomie sierpnia i września 1942 roku. Obecnie znajduje się na nim kilkanaście macew. Nekropolia ma powierzchnię 1,5 ha.